# Remlingen (Niedersachsen)
Remlingen (Niedersachsen) este o comună din landul Saxonia Inferioară, Germania.